# Parphorus
Parphorus là một chi bướm ngày thuộc họ Bướm nâu.